# Bijogatte, Honnali
Bijogatte là một làng thuộc tehsil Honnali, huyện Davanagere, bang Karnataka, Ấn Độ.